# فارسی شکر است
فارسی شکر است نخستین داستان کوتاه در زبان فارسی که به شیوهٔ امروزی، توسط محمدعلی جمالزاده نگاشته شده‌است.

## تاریخچه
این نوشته نخستین بار در جمع اعضای گروه نویسندگان کاوه در آلمان، موسوم به کمیتهٔ ملیون ایرانی خوانده شد. این گروه هر هفته گرد می‌آمدند تا مقالاتی را که برای چاپ در نشریهٔ خود نوشته بودند، برای هم بخوانند. جمالزاده که جوان‌ترین عضو گروه بود، در شبی که قرار بود تا نوشته‌ای را در حضور جمع بخواند، به جای خطابه‌های مرسوم سیاسی، حکایت کوتاهی را می‌خواند که محض «تفریح خاطر» نوشته بوده‌است. حکایت که فارسی شکر است نام داشت، مورد توجه جمع قرار گرفت. به‌طوری که از سوی محمد قزوینی، عضو زبان‌آور گروه، به «قند پارسی» تشبیه شد. فارسی شکر است در ژانویهٔ ۱۹۲۱ برابر با دی‌ماه ۱۳۰۰ خورشیدی در نشریهٔ کاوه منتشر شد.

## اهمیت
تقریباً همهٔ صاحب‌نظران ادبیات فارسی در این عقیده با هم مشترک‌اند که داستان فارسی شکر است که با فارسی معمولی و متداول و با «بضاعت مزجات» نوشته شده بود، برگشتگاه تاریخِ ادبیات معاصر ایران است. زیرا، در قلمرو ادبیات فارسی پس از هزار سال نثرنویسی «نوع» ادبی جدیدی پدیدار شد که تا پیش از آن سابقه نداشت. صناعت و ساختار داستان‌نویسی به شیوهٔ مرسوم غربی نخستین بار با «فارسی شکر است» به ادبیات فارسی راه یافت. از این رو عنوان پیشوای داستان‌نویسی در زبان فارسی به جمالزاده تعلق گرفت.
فارسی شکر است و چند ماه پس از آن، انتشار کتاب معروف یکی بود و یکی نبود (مجموعه‌داستان) جمالزاده به مثابهٔ نقطهٔ پایانی است بر یک جریان هزار سالهٔ ادبی؛ ملتقای ادبیات سیاسی و اجتماعیِ مشروطیت است با داستان کوتاه در زبان فارسی.